# Micunori Fudžiguči
Micunori Fudžiguči (* 17. srpen 1949) je bývalý japonský fotbalista.

## Klubová kariéra
Hrával za Mitsubishi Motors.

## Reprezentační kariéra
Micunori Fudžiguči odehrál za japonský národní tým v letech 1972–1978 celkem 26 reprezentačních utkání.

## Statistiky
| Japonsko | Japonsko | Japonsko |
| Roky     | Záp.     | Góly     |
| -------- | -------- | -------- |
| 1972     | 5        | 0        |
| 1973     | 2        | 0        |
| 1974     | 1        | 0        |
| 1975     | 4        | 0        |
| 1976     | 2        | 0        |
| 1977     | 0        | 0        |
| 1978     | 12       | 2        |
| Celkem   | 26       | 2        |